# Pseudopanurgus mexicanus
Pseudopanurgus mexicanus är en biart som först beskrevs av Cresson 1878.  Pseudopanurgus mexicanus ingår i släktet Pseudopanurgus och familjen grävbin. Inga underarter finns listade i Catalogue of Life.